# Іванівка (Великоандрусівська сільська громада)
Іва́нівка — село в Україні, у Великоандрусівській сільській громаді Олександрійського району Кіровоградської області. Населення становить 646 осіб. Колишній центр Іванівської сільської ради.

## Історія
Точний рік заснування невідомий. Поселення засноване козаками. Стара назва — Пантазіївка.
У 1752-64 роках тут була 15 рота новосербського Пандурського полку. Інші назви села — Скулеватівський шанець, Єнова, Шелком, Шолнош Янова (сербський аналог — Jeнова).
На 1776 р. «В шанці Янове церква Різдва Святого Предтечо і Хрестителя Господня Іоана, священик Герасим Куделенський, священик Косьма Синецький, дяк Василь Комаровський, пономар Федір Тригуб, ктитор Єстафій Кругляк, дворів прихідських 142».
На 1786 рік назва села — Янів (рос. Янов), державне поселення. З цього року відома перша метрична книга Іоано-Предтечівської церкви Олександрійського духовного правління.
Станом на 1886 рік у селі Янів Глинської волості Олександрійського повіту Херсонської губернії мешкало 3025 осіб, налічувалось 551 дворове господарство, існували православна церква та школа.
За переписом 1897 року кількість мешканців зросла до 4058 осіб (2697 чоловічої статі та 1361 — жіночої), з яких 1376 — православної віри.
У 1932-1933 роках у с.Янів на багнетах керованої з московітського Кремля "червоної армії" штучно створеним Голодомором було вбито велику кількість мешканців села. Зокрема в Мортиролозі Голодомору значиться померла Марійка Сьомак. Показово, що з 5 вбитих Голодомором членів сім'ї Сьомак у Мортиролозі згадується лише вона одна. Точна чисельність вбитих Голодомором мешканців села Янове (як звала своє село Катерина Сьомак - жертва і свідок Голодомору) не піддається підрахунку через приховування злочину радянською владою, але зі спогадів очевидців їхня кількість становить не менше третини від загальної кількості мешканців, загалом - не менше тисячі осіб[джерело?].
05.02.1965 Указом Президії Верховної Ради Української РСР передано Іванівську сільраду Знам'янського району до складу Кремгесівського району.

## Населення
Згідно з переписом УРСР 1989 року чисельність наявного населення села становила 691 особа, з яких 294 чоловіки та 397 жінок.
За переписом населення України 2001 року в селі мешкала 641 особа.

### Мова
Розподіл населення за рідною мовою за даними перепису 2001 року:
| Мова       | Відсоток |
| ---------- | -------- |
| українська | 93,34 %  |
| російська  | 6,50 %   |
| білоруська | 0,15 %   |